# うしお号

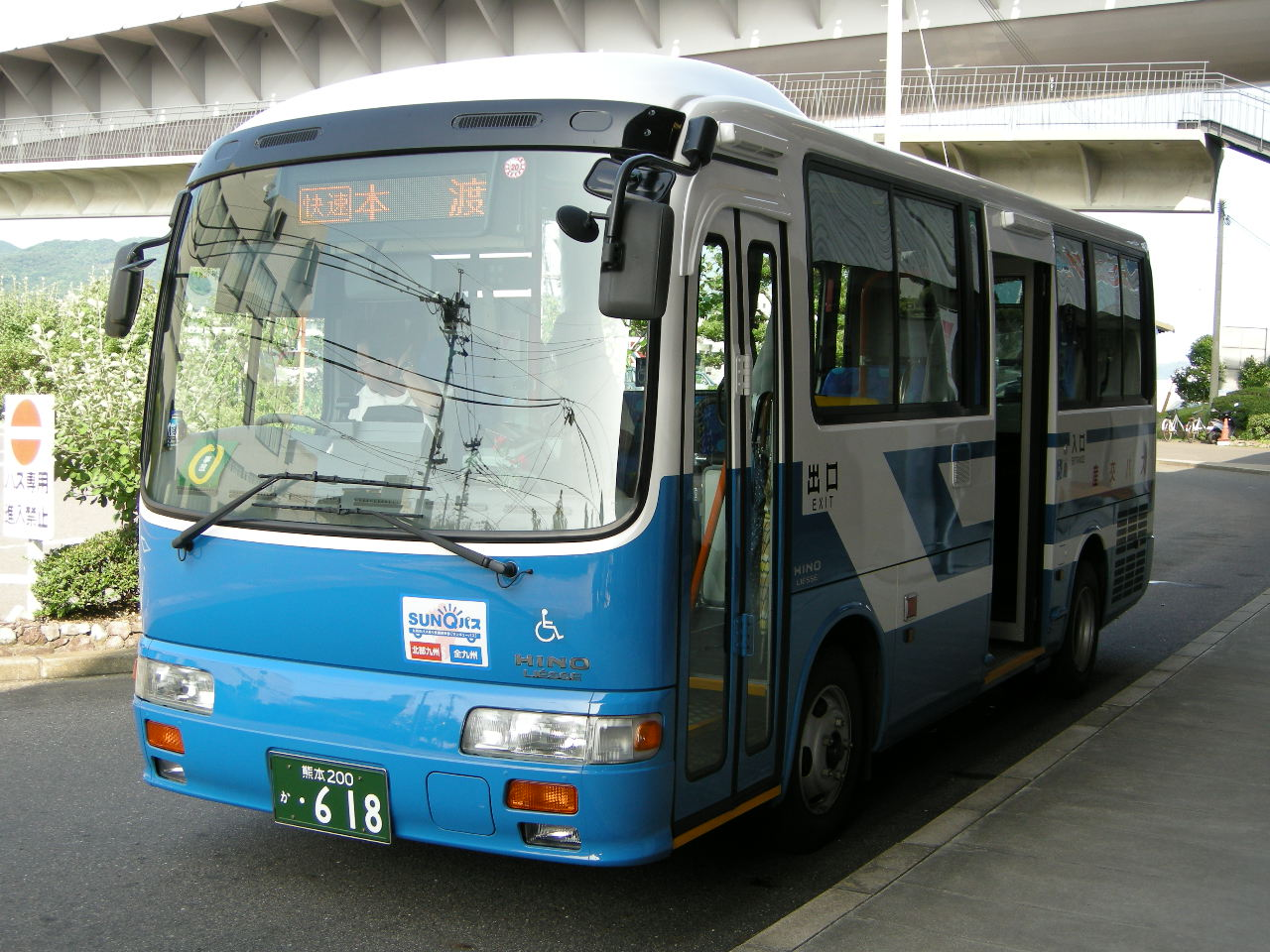
うしお号。末期は小型バスでも運行されていた

うしお号とは、産交バスがかつて運行していた熊本県内の快速バスである。もともとは本渡市と牛深市とを結ぶ路線だったが、両市と天草郡8町（苓北町を除く）が2006年3月27日に合併した事により天草市内のみを走る路線となり、全国的にも珍しい「同一市内間を結ぶ快速バス」となっていた。因みに本渡地区では「牛深快速」、牛深地区では「本渡快速」とも呼ばれていた。座席は座席定員制（予約不要）であった。2012年10月1日の改正をもって廃止された。

## 沿革
- 1974年7月運行開始。開業当初は1日4往復、本渡・牛深間を1時間29分で結んでいた。
  - 開設当初は、西海岸の岩場と天草灘の潮の流れをイメージしたヘッドマークがあった。
  - 開設当初の停留所　本渡 - ●亀川 - 一町田 - 久玉 - 牛深港（●降車のみ）
- 2012年10月1日 - 全便（平日6往復・土休日5往復）廃止[1]。従来から並行していた普通便（本渡バスセンター - 魚貫 - 牛深港線）と統廃合し、本渡バスセンター -久玉 - 牛深港 - 牛深市民病院（牛深港から区間延長）線とした普通便（10往復）として事実上の種別変更。
同時に従来の魚貫系統においては早浦橋 - 牛深港・牛深産交線とした支線に置き換え（乗り換えが必要となる）。

## 運行会社
- 産交バス
  - 担当営業所：天草営業所・牛深営業所（両営業所共管）

## 所要時間
- 本渡バスセンター - 牛深港 : 1時間17分

## 停車箇所
2012年9月30日の廃止時点
- 本渡バスセンター - 中央総合病院前 - 亀場小学校前 - 友尻 - 地域医療センター - 枦宇土 - バイパス宮地岳 - 新合 - 河浦高校前 - 一町田中央 - 運動公園前 - 河浦病院 - 白木河内 - 早浦橋 - うしぶか温泉 - 内の原 - 無糧寺 - 久玉 - 牛深高校前 - 総合体育館前 - 牛深産交 - 新久玉団地前 - 大池田 - 岡東 - ハイヤ通り - 牛深港
この他、並行して普通便（各停）の運行もあった。
1997年から一時期本渡側の始発着地を本渡港まで延伸していた頃もある。

## 使用車両
元々一般観光タイプの大型標準床トップドア車（スタンダードデッカー）またはハイデッカー車両で運行されていたが、近年における利用者減少傾向により沿線自治体の補助を受けて運行されていた関係などもあり、それに加え原油価格高騰に絡むコスト削減、ならびにサービスの向上を目的として天草地域医療センター・天草市立河浦病院の正面玄関への乗り入れを開始した事などから、2000年代後半頃よりいすゞの中型バスや日野の小型バスといった一般路線車が普通バスと共通で運用されていた。

## 乗車券など
- 乗車券は本渡バスセンターの自動券売機または産交バス牛深営業所の窓口で売っていた。片道・往復乗車券とも普通便でも利用可。
- SUNQパス（全九州版・北部九州版とも）、天草回遊乗車券が利用できた。わくわく1dayパス（熊本県内版）は快速便では利用不可だった（普通便では利用できる）。